# 24-Stunden-Rennen von Le Mans 2000

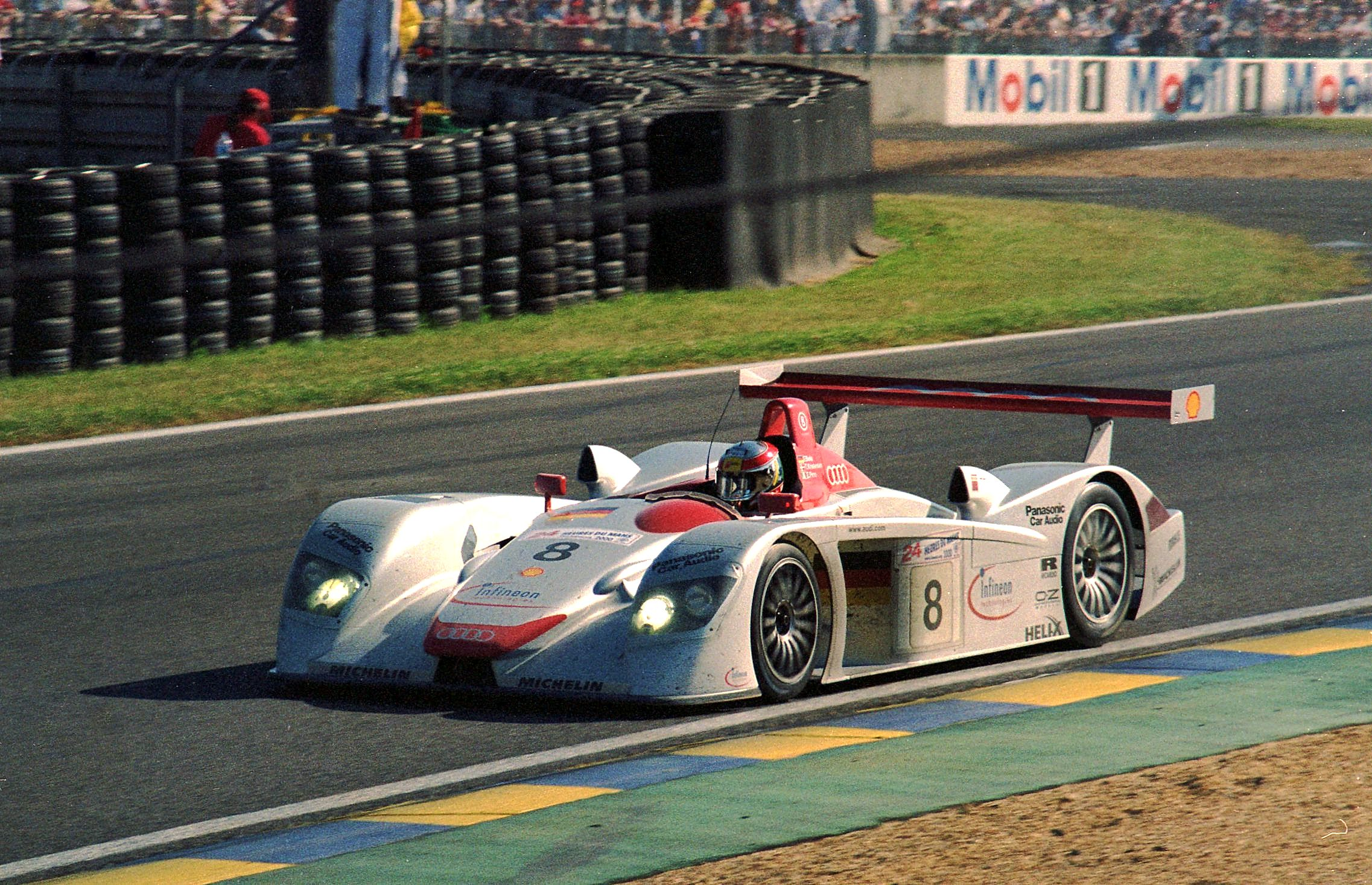
Audi R8 mit der Startnummer 8; Siegerwagen von Frank Biela, Tom Kristensen und Emanuele Pirro

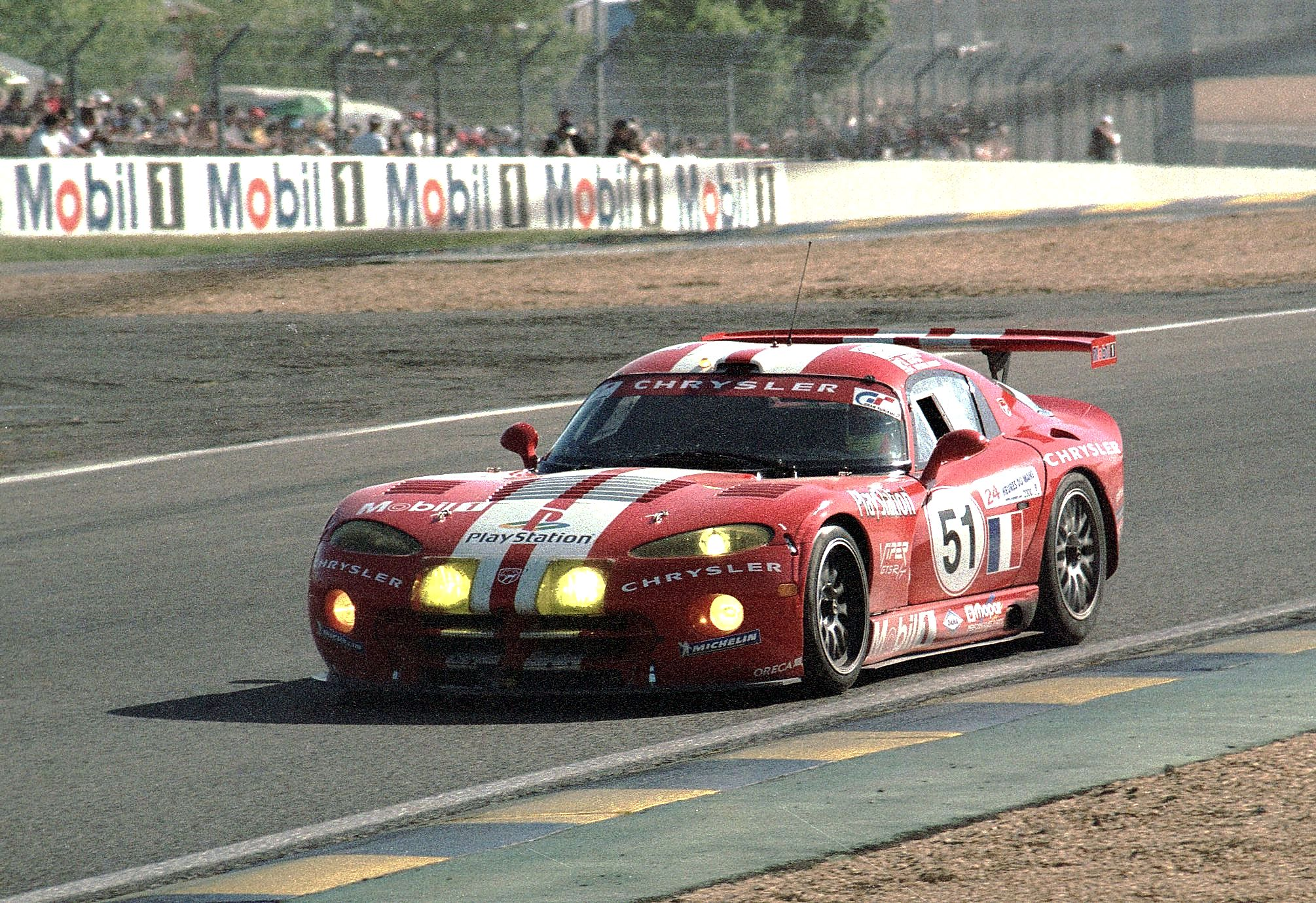
GTS-Klassensieger; Chrysler Viper GTS-R von Dominique Dupuy, Olivier Beretta und Karl Wendlinger

Das 68. 24-Stunden-Rennen von Le Mans, der 68e Grand Prix d’Endurance les 24 Heures du Mans, auch 24 Heures du Mans, Circuit de la Sarthe, Le Mans, fand vom 17. bis 18. Juni 2000 auf dem Circuit des 24 Heures statt.

## Das Rennen
Nach dem werkseitigen Rückzug von Porsche nach dem Gesamtsieg 1998, stellten auch BMW, Mercedes-AMG, Toyota Motorsport und Nissan Motorsports International 1999 aus unterschiedlichen Gründen die Sportwagenprogramme ein. Zum verbliebenen Joest Racing Team, das die Renneinsätze für Audi abwickelte, kam zwar General Motors mit einem neuen Le-Mans-Prototyp nach Le Mans. Dem US-amerikanischen Team, mit dem Cadillac Northstar LMP, wurde aber ebenso wenig eine Chance auf den Gesamtsieg eingeräumt, wie Panoz, einem weiteren Team aus den USA.
Bei Audi hatte man auf die Weiterentwicklung des geschlossenen R8C verzichtet und sich ganz auf den offenen R8 konzentriert. Der R8 von 2000 war jedoch ein komplett neues Auto, mit neuer Karosserie und verbessertem 3,8-Liter-V8-Turbomotor. Zu den aktuellen Audi-Werksfahrern wurden Tom Kristensen und Allan McNish verpflichtet, die langfristige Verträge erhielten.
Ein weiterer neuer LMP-Wagen, war der Reynard 2KQ. Dieses Fahrzeug konnte auch für die kleiner LMP-Klasse adaptiert werden. Die französische Racing Organisation Course vertraute dabei auf einem 2-Liter-VW-Motor. Es war das erste Mal, dass der deutsche Automobilkonzern in Le Mans in Erscheinung trat. Bei Panoz versuchte Mario Andretti, inzwischen schon 60 Jahre alt, ein weiteres Mal sein großes Ziel eines Gesamtsiegs zu verwirklichen.
Wie erwartet waren die Audi ohne Konkurrenz. Spannung entstand nur durch den offenen Kampf der drei R8 untereinander. Am Ende gewann das Trio Tom Kristensen/Frank Biela/Emanuele Pirro mit einer Runde Vorsprung auf die Teamkollegen Laurent Aïello/Allan McNish/Stéphane Ortelli. An der dritten Stelle komplettierten Christian Abt, Michele Alboreto und Rinaldo Capello den totalen Triumph von Audi.

## Ergebnisse

### Piloten nach Nationen
| 44 Franzosen | 18 US-Amerikaner | 12 Japaner     | 11 Belgier     | 11 Deutsche  |
| 11 Italiener | 7 Niederländer   | 6 Briten       | 5 Kanadier     | 4 Dänen      |
| 3 Schweizer  | 3 Spanier        | 2 Monegassen   | 2 Südafrikaner | 1 Australier |
| 1 Marokkaner | 1 Portugiese     | 1 Österreicher | 1 Schwede      |              |

### Schlussklassement
| Pos.            | Klasse | Nr. | Team                       | Fahrer                                                      | Chassis                 | Motor                            | Reifen | Runden |
| --------------- | ------ | --- | -------------------------- | ----------------------------------------------------------- | ----------------------- | -------------------------------- | ------ | ------ |
| 1               | LMP900 | 8   | Audi Sport Team Joest      | Frank Biela Tom Kristensen Emanuele Pirro                   | Audi R8                 | Audi 3.6L Turbo V8               | M      | 368    |
| 2               | LMP900 | 9   | Audi Sport Team Joest      | Laurent Aïello Allan McNish Stéphane Ortelli                | Audi R8                 | Audi 3.6L Turbo V8               | M      | 367    |
| 3               | LMP900 | 7   | Audi Sport Team Joest      | Christian Abt Michele Alboreto Rinaldo Capello              | Audi R8                 | Audi 3.6L Turbo V8               | M      | 365    |
| 4               | LMP900 | 16  | Pescarolo Sport            | Olivier Grouillard Sébastien Bourdais Emmanuel Clérico      | Courage C52             | Peugeot A32 3.2L Turbo V6        | M      | 344    |
| 5               | LMP900 | 12  | Panoz Motorsports          | Johnny O’Connell Hiroki Katō Pierre-Henri Raphanel          | Panoz LMP-1 Roadster-S  | Élan 6L8 6.0L V8                 | M      | 342    |
| 6               | LMP900 | 23  | TV Asahi Team Dragon       | Toshio Suzuki Masami Kageyama Masahiko Kageyama             | Panoz LMP-1 Roadster-S  | Élan 6L8 6.0L V8                 | M      | 340    |
| 7               | GTS    | 51  | Viper Team Oreca           | Dominique Dupuy Olivier Beretta Karl Wendlinger             | Chrysler Viper GTS-R    | Chrysler 8.0L V10                | M      | 333    |
| 8               | LMP900 | 22  | TV Asahi Team Dragon       | Keiichi Tsuchiya Akira Iida Masahiko Kondō                  | Panoz LMP-1 Roadster-S  | Élan 6L8 6.0L V8                 | M      | 330    |
| 9               | GTS    | 53  | Viper Team Oreca           | David Donohue Ni Amorim Anthony Beltoise                    | Chrysler Viper GTS-R    | Chrysler 8.0L V10                | M      | 328    |
| 10              | GTS    | 64  | Corvette Racing            | Franck Fréon Andy Pilgrim Kelly Collins                     | Chevrolet Corvette C5-R | Chevrolet LS7R 7.0L V8           | G      | 327    |
| 11              | GTS    | 63  | Corvette Racing            | Chris Kneifel Ron Fellows Justin Bell                       | Chevrolet Corvette C5-R | Chevrolet LS7R 7.0L V8           | G      | 326    |
| 12              | GTS    | 52  | Viper Team Oreca           | Tommy Archer Marc Duez Patrick Huisman                      | Chrysler Viper GTS-R    | Chrysler 8.0L V10                | M      | 324    |
| 13              | GTS    | 57  | Carsport Holland           | Mike Hezemans David Hart Hans Hugenholtz Junior             | Chrysler Viper GTS-R    | Chrysler 8.0L V10                | M      | 317    |
| 14              | GTS    | 60  | Konrad Motorsport          | Charles Slater Tommy Kendall Jürgen von Gartzen             | Porsche 911 GT2         | Porsche 3.8L Turbo Flat-6        | D      | 317    |
| 15              | LMP900 | 11  | Panoz Motorsports          | David Brabham Jan Magnussen Mario Andretti                  | Panoz LMP-1 Roadster-S  | Élan 6L8 6.0L V8                 | M      | 315    |
| 16              | GT     | 73  | Team Taisan Advan          | Hideo Fukuyama Atsushi Yogō Bruno Lambert                   | Porsche 911 GT3-R       | Porsche 3.6L Flat-6              | Y      | 310    |
| 17              | GT     | 82  | Skea Racing International  | Johnny Mowlem David Murry Sascha Maassen                    | Porsche 911 GT3-R       | Porsche 3.6L Flat-6              | P      | 304    |
| 18              | GT     | 76  | Seikel Motorsport          | Max Cohen-Olivar Michel Neugarten Tony Burgess              | Porsche 911 GT3-R       | Porsche 3.6L Flat-6              | D      | 302    |
| 19              | LMP900 | 3   | Team DAMS                  | Éric Bernard Emmanuel Collard Franck Montagny               | Cadillac Northstar LMP  | Cadillac Northstar 4.0L Turbo V8 | P      | 300    |
| 20              | LMP900 | 6   | Mopar Team Oreca           | Didier Theys Jeffrey Van Hooydonk Didier André              | Reynard 2KQ-LM          | Chrysler Mopar 6.0L V8           | M      | 292    |
| 21              | LMP900 | 1   | Team Cadillac              | Franck Lagorce Butch Leitzinger Andy Wallace                | Cadillac Northstar LMP  | Cadillac Northstar 4.0L Turbo V8 | P      | 291    |
| 22              | LMP900 | 2   | Team Cadillac              | Wayne Taylor Max Angelelli Eric van de Poele                | Cadillac Northstar LMP  | Cadillac Northstar 4.0L Turbo V8 | P      | 287    |
| 23              | GT     | 79  | Perspective Racing         | Thierry Perrier Jean-Louis Ricci Romano Ricci               | Porsche 911 GT3-R       | Porsche 3.6L Flat-6              | P      | 286    |
| 24              | GT     | 80  | M1 Club-Renstal Excelsior  | Philippe Verellen Rudi Penders Kurt Dujardyn                | Porsche 911 GT3-R       | Porsche 3.6L Flat-6              | P      | 285    |
| 25              | LMP675 | 32  | Multimatic Motorsports     | Scott Maxwell John Graham Greg Wilkins                      | Lola B2K/40             | Nissan AER VQL 3.0L V6           | P      | 274    |
| 26              | LMP675 | 36  | Rachel Welter              | Richard Balandras Yōjirō Terada Sylvain Boulay              | WR LMP                  | Peugeot 2.0L Turbo I4            | M      | 266    |
| 27              | GT     | 75  | Manthey Racing             | Mike Brockman Michael Lauer Gunnar Jeannette                | Porsche 911 GT3-R       | Porsche 3.6L Flat-6              | D      | 261    |
| Nicht klassiert |        |     |                            |                                                             |                         |                                  |        |        |
| 28              | LMP900 | 10  | Team Den Blå Avis          | John Nielsen Mauro Baldi Klaus Graf                         | Panoz LMP-1 Roadster-S  | Élan 6L8 6.0L V8                 | P      | 205    |
| Disqualifiziert |        |     |                            |                                                             |                         |                                  |        |        |
| 29              | GT     | 83  | Dick Barbour Racing        | Dirk Müller Lucas Luhr Bob Wollek                           | Porsche 911 GT3-R       | Porsche 3.6L Flat-6              | M      | 319    |
| Ausgefallen     |        |     |                            |                                                             |                         |                                  |        |        |
| 30              | GTS    | 59  | Freisinger Motorsport      | Wolfgang Kaufmann Yukihiro Hane Katsunori Iketani           | Porsche 911 GT2         | Porsche 3.8L Turbo Flat-6        | D      | 313    |
| 31              | GT     | 81  | Haberthur Racing           | Gabrio Rosa Michel Ligonnet Fabio Babini                    | Porsche 911 GT3-R       | Porsche 3.6L Flat-6              | P      | 310    |
| 32              | LMP900 | 17  | SMG Compétition            | Philippe Gache Gary Formato Didier Cottaz                   | Courage C60             | Judd GV4 4.0L V10                | P      | 219    |
| 33              | GTS    | 56  | Team Goh                   | Walter Brun Toni Seiler Christian Gläsel                    | Chrysler Viper GTS-R    | Chrysler 8.0L V10                | M      | 210    |
| 34              | GTS    | 54  | Paul Belmondo Racing       | Boris Derichebourg Guy Martinolle Jean-Claude Lagniez       | Chrysler Viper GTS-R    | Chrysler 8.0L V10                | D      | 180    |
| 35              | LMP900 | 15  | Thomas Bscher Promotion    | Thomas Bscher Geoff Lees Jean-Marc Gounon                   | BMW V12 LM              | BMW S70 6.0L V12                 | G      | 180    |
| 36              | LMP675 | 35  | Gerard Welter              | Xavier Pompidou Stéphane Daoudi Jean-Bernard Bouvet         | WR LMP                  | Peugeot 2.0L Turbo I4            | M      | 169    |
| 37              | LMP900 | 21  | Team Rafanelli SRL         | Domenico Schiattarella Didier de Radiguès Emanuele Naspetti | Lola B2K/10             | Judd GV4 4.0L V10                | M      | 154    |
| 38              | LMP900 | 24  | Johansson-Matthews Racing  | Stefan Johansson Guy Smith Jim Matthews                     | Reynard 2KQ-LM          | Judd GV4 4.0L V10                | Y      | 133    |
| 39              | GT     | 72  | Repsol Racing Engineering  | Tomás Saldaña Jesús Diez de Villarroel Giovanni Lavaggi     | Porsche 911 GT3-R       | Porsche 3.6L Flat-6              | D      | 78     |
| 40              | LMP675 | 34  | Racing Organisation Course | Jordi Gené Jean-Christophe Boullion Jérôme Policand         | Reynard 2KQ-LM          | Volkswagen HPT16 2.0L Turbo I4   | M      | 72     |
| 41              | LMP675 | 33  | Racing Organisation Course | Ralf Kelleners David Terrien Jean-Denis Delétraz            | Reynard 2KQ-LM          | Volkswagen HPT16 2.0L Turbo I4   | M      | 44     |
| 42              | LMP900 | 20  | Racing for Holland         | Jan Lammers Tom Coronel Peter Kox                           | Lola B2K/10             | Ford Roush 6.0L V8               | D      | 38     |
| 43              | GT     | 77  | Larbre Compétition         | Patrice Goueslard Christophe Bouchut Jean-Luc Chéreau       | Porsche 911 GT3-R       | Porsche 3.6L Flat-6              | M      | 34     |
| 44              | GT     | 78  | Jean-Luc Maury-Laribière   | Jean-Luc Maury-Laribière Bernard Chauvin Angelo Zadra       | Porsche 911 GT3-R       | Porsche 3.6L Flat-6              | D      | 32     |
| 45              | LMP675 | 30  | Didier Bonnet              | Patrick Lemarié Jean-François Yvon Yann Goudy               | Debora LMP2000          | BMW S50 3.0L I6                  | A      | 24     |
| 46              | GT     | 71  | Michael Colucci Racing     | Shane Lewis Cort Wagner Bob Mazzuoccola                     | Porsche 911 GT3-R       | Porsche 3.6L Flat-6              | M      | 22     |
| 47              | LMP900 | 4   | Team DAMS                  | Marc Goossens Christophe Tinseau Kristian Kolby             | Cadillac Northstar LMP  | Cadillac Northstar 4.0L Turbo V8 | P      | 4      |
| 48              | LMP900 | 5   | Mopar Team Oreca           | Yannick Dalmas Nicolas Minassian Jean-Philippe Belloc       | Reynard 2KQ-LM          | Chrysler Mopar 6.0L V8           | M      | 1      |

### Nur in der Meldeliste
Hier finden sich Teams, Fahrer und Fahrzeuge die ursprünglich für das Rennen gemeldet waren, aber aus den unterschiedlichsten Gründen daran nicht teilnahmen. 
| Pos. | Klasse | Nr. | Team                                  | Fahrer | Chassis                  | Motor                      | Reifen |
| ---- | ------ | --- | ------------------------------------- | --- | ------------------------ | -------------------------- | ------ |
| 49   | LMP900 | 13  | Courage Compétition                   | | Courage C60              | Nissan 3.5L Turbo V8       |        |
| 50   | LMP900 | 14  | Team Ascari                           | Robbie Stirling Klaas Zwart Max Wilson                                                                        | Ascari A410              | Judd GV4 4.0L V10          | P      |
| 51   | LMP900 | 18  | Risi Competizione                     | Ralf Kelleners Domenico Schiattarella Alex Caffi                                                              | Ferrari 333SP            | Ferrari F130E 4.0L V12     |        |
| 52   | LMP900 | 19  | Gerard MacQuillan                     | Gary Ayles Richard Jones Gérard MacQuillan                                                                    | Harrier LR10-LMP         | Porsche 3.8L Turbo Flat-6  | G      |
| 53   | LMP675 | 31  | Pierre Bruneau                        | Pierre Bruneau Marc Rostan                                                                                    | Debora LMP299            | BMW 3.2L I6                | A      |
| 54   | GTS    | 55  | TV Asahi Team Tiger                   | Naoki Hattori Masahiko Kondō Masami Kageyama                                                                  | Chrysler Viper GTS-R     | Chrysler 8.0L V10          | M      |
| 55   | GTS    | 58  | Emka GTC                              | Steve O’Rourke                                                                                                | Ferrari 550 Maranello    | Ferrari 6.0L V12           | P      |
| 56   | GTS    | 61  | Roock Racing International Motorsport | Bruno Eichmann Hugh Price Toshio Suzuki                                                                       | Porsche 911 GT2          | Porsche 3.8L Turbo Flat-6  | Y      |
| 57   | GT     | 70  | Tommy Milner BMW Team PTG             | | BMW M3 PTG               |                            | Y      |
| 58   | GT     | 74  | Manthey Racing                        | Kersten Jodexnis Gustl Spreng Mathias Weiland                                                                 | Porsche 911 GT3 Supercup | Porsche 3.8L Turbo Flat-6  | M      |
| 59   | LMP900 |     | BMW Motorsport                        | | BMW                      |                            |        |
| 60   | LMP900 |     | Nismo                                 | | Nissan                   |                            |        |
| 61   | LMP900 |     | Sintura                               | Richard Dean Kurt Luby                                                                                        | Lola B2K/10              | Ford Roush 6.0L V8         |        |
| 62   | LMP900 |     | Sintura                               | | Sintura S99 GTP          | Judd GV4 4.0L V10          |        |
| 63   | LMP900 |     | Konrad Motorsport                     | Sascha Maassen                                                                                                | Lola B98/10              | Ford Roush 6.0L V8         |        |
| 64   | LMP900 |     | Dany Snobeck                          | Alain Cudini                                                                                                  | Snobeck-Sera LMP1        | Peugeot Sodemo PRV 3.2L V6 |        |
| 65   | LMP900 |     | Courage Compétition                   | | Courage C60              | Nissan 3.5L Turbo V8       |        |
| 66   | LMP900 |     | Team Cascandia                        | Ed Zabinski Shane Lewis Vic Rice                                                                              | Lola B98/10              | Judd GV4 4.0L V10          |        |
| 67   | LMP900 |     | Champion Racing                       | Dorsey Schroeder                                                                                              | Lola B2K/10              | Porsche 3.6L Turbo Flat-6  | M      |
| 68   | LMP900 |     | Tampolli Engineering                  | Denny Zardo Angelo Lancelotti Fabio Mancini                                                                   | Tampolli SR1             | Judd GV4 4.0L V10          |        |
| 69   | LMP900 |     | J & P                                 | | Reynard 2KQ-LM           | Chrysler Mopar 6.0L V8     |        |
| 70   | LMP900 |     | Autoexe Motorsports                   | | Autoexe LMP99            | Ford Roush 6.0L V8         |        |
| 71   | LMP900 |     | Team Ascari                           | | Ascari A410              | Judd GV4 4.0L V10          | P      |
| 72   | LMP900 |     | BSM Michel Ferté                      | Michel Ferté Alain Ferté Pascal Fabre                                                                         | Ferrari 333SP            | Ferrari F130E 4.0L V12     |        |
| 73   | LMP900 |     | Jabouille-Bouresche Racing            | Christian Pescatori David Terrien                                                                             | Ferrari 333SP            | Ferrari F130E 4.0L V12     |        |
| 74   | LMP900 |     | Jabouille-Bouresche Racing            | | Ferrari 333SP            | Ferrari F130E 4.0L V12     |        |
| 75   | LMP900 |     | Conrero                               | | Riley & Scott Mk III     | Judd GV4 4.0L V10          | G      |
| 76   | LMP900 |     | SRS                                   | | Lola B98/10              | Ford 2.6L Turbo            |        |
| 77   | LMP900 |     | BMS Scuderia Italia                   | | Ferrari 333SP            | Ferrari F130E 4.0L V12     | P      |
| 78   | LMP900 |     | GLV Brums                             | Giovanni Lavaggi                                                                                              | Ferrari 333SP            | Ferrari F130E 4.0L V12     | G      |
| 79   | LMP900 |     | Team Goh                              | Keiichi Tsuchiya Masanori Sekiya Toshio Suzuki                                                                | Panoz LMP-1 Roadster-S   | Élan 6L8 6.0L V8           | M      |
| 80   | LMP900 |     | GTC Competition                       | | BMW V12 LM               | BMW S70 6.0L V12           |        |
| 81   | LMP900 |     | Kremer Racing                         | Christian Gläsel Grant Orbell                                                                                 | Lola B2K/10              | Ford Roush 6.0L V8         |        |
| 82   | LMP900 |     | Kremer Racing                         | | Lola B2K/10              | Ford Roush 6.0L V8         |        |
| 83   | LMP900 |     | George Robinson                       | George Robinson Baldwin                                                                                       | Reynard 2KQ              | Judd GV4 4.0L V10          |        |
| 84   | LMP900 |     | Dyson Racing                          | James Weaver Rob Dyson Massimiliano Papis Eliott Forbes-Robinson                                              | Reynard 2KQ              | Ford Roush 6.0L V8         |        |
| 85   | LMP900 |     | Doran Enterprises                     | Fredy Lienhard Didier Theys Mauro Baldi                                                                       | Reynard 2KQ              | Judd GV4 4.0L V10          |        |
| 86   | LMP900 |     | Pilbeam Racing Designs Ltd.           | Martin Henderson Peter Owen Mark Smithson                                                                     | Pilbeam MP84             | Nissan 3.0L V6             | A      |
| 87   | LMP675 |     | Scuderia Munich                       | Martin Krisam                                                                                                 | URD                      | BMW                        |        |
| 88   | LMP675 |     | SCI                                   | Ranieri Randaccio                                                                                             | Lucchini SR2-99          | Alfa Romeo 3.0L V6         | P      |
| 89   | GTS    |     | Chamberlain Engineering               | Erik Messley                                                                                                  | Chrysler Viper GTS-R     | Chrysler 8.0L V10          | M      |
| 90   | GTS    |     | Chamberlain Engineering               | | Chrysler Viper GTS-R     | Chrysler 8.0L V10          | M      |
| 91   | GTS    |     | Paul Belmondo Racing                  | Paul Belmondo Claude-Yves Gosselin Didier Defourny Jean-Claude Lagniez Guy Martinolle                         | Chrysler Viper GTS-R     | Chrysler 8.0L V10          |        |
| 92   | GTS    |     | DDO                                   | Jean-Pierre Jarier François Lafon                                                                             | Chrysler Viper GTS-R     | Chrysler 8.0L V10          |        |
| 93   | GTS    |     | DDO                                   | Dominique Dupuy David Hallyday François Fiat                                                                  | Chrysler Viper GTS-R     | Chrysler 8.0L V10          |        |
| 94   | GTS    |     | Freisinger Motorsport                 | Manfred Jurasz Bob Wollek Wolfgang Kaufmann                                                                   | Porsche 911 GT2          | Porsche 3.8L Turbo Flat-6  | D      |
| 95   | GTS    |     | Proton Competition                    | Gerold Ried Christian Ried                                                                                    | Porsche 911 GT2          | Porsche 3.8L Turbo Flat-6  | Y      |
| 96   | GTS    |     | Cirtek Motorsport                     | | Porsche 911 GT2          | Porsche 3.8L Turbo Flat-6  | D      |
| 97   | GTS    |     | Roock Racing International Motorsport | Claudia Hürtgen André Ahrlé Hubert Haupt                                                                      | Porsche 911 GT2          | Porsche 3.8L Turbo Flat-6  |        |
| 98   | GTS    |     | Haberthur Racing                      | | Porsche 911 GT2          | Porsche 3.8L Turbo Flat-6  |        |
| 99   | GTS    |     | Cirtek Motorsport                     | David Warnock Robert Schirle Julian Bailey Tiff Needell Jamie Campbell-Walter Peter Hardman Nicolaus Springer | Lister Storm             | Jaguar 7.0L V12            |        |
| 100  | GTS    |     | Marcos Racing International           | Cor Euser Herman Buurman Christian Vann                                                                       | Marcos Mantara LM600     | Chevrolet LT1 5.9L V8      |        |
| 101  | GTS    |     | Marcos Racing International           | Calum Lockie Wout Reenen Harald Becker                                                                        | Marcos Mantara LM600     | Chevrolet LT1 5.9L V8      |        |
| 102  | GTS    |     | Saleen Speedlab                       | Terry Borcheller Ron Johnson Tim Allen Steve Saleen                                                           | Saleen Mustang           | Ford 8.0L V8               | P      |
| 103  | GTS    |     |                                       | | Ferrari 550 Maranello    | Ferrari 6.0L V12           |        |
| 104  | GTS    |     | First Racing                          | | Ferrari 550 Maranello    | Ferrari 6.0L V12           |        |
| 105  | GTS    |     | First Racing                          | Fabien Giroix Jean-Denis Delétraz                                                                             | Ferrari 550 Maranello    | Ferrari 6.0L V12           | D      |
| 106  | GTS    |     | Red Racing                            | | Ferrari 550 Maranello    | Ferrari 6.0L V12           |        |
| 107  | GT     |     | Manthey Racing                        | | Porsche 996 GT3-R        | Porsche 3.6L Flat-6        | M      |
| 108  | GT     |     | Lars-Christian Brask                  | Luc Alphand James Ruffier Luis Marques                                                                        | Porsche 996 GT3-R        | Porsche 3.6L Flat-6        |        |
| 109  | GT     |     | Lars-Christian Brask                  | | Porsche 996 GT3-R        | Porsche 3.6L Flat-6        |        |
| 110  | GT     |     | G-Force                               | Magnus Wallinder Geoff Lister                                                                                 | Porsche 911 GT3-R        | Porsche 3.6L Flat-6        | D      |
| 111  | GT     |     | G-Force                               | | Porsche 911 GT3-R        | Porsche 3.6L Flat-6        | D      |
| 112  | GT     |     | Freisinger Motorsport                 | Bob Wollek | Porsche 911 GT3-R        | Porsche 3.6L Flat-6        | D      |
| 113  | GT     |     | Champion Racing                       | | Porsche 911 GT3-R        | Porsche 3.6L Flat-6        | M      |
| 114  | GT     |     | Repsol Racing Engineering             | Paul Newman                                                                                                   | Porsche 911 GT3-R        | Porsche 3.6L Flat-6        | D      |
| 115  | GT     |     | EMKA                                  | | Porsche 911 GT3-R        | Porsche 3.6L Flat-6        | P      |
| 116  | GT     |     | Chereau Sports                        | Jean-Luc Chéreau                                                                                              | Porsche 911 GT3-R        | Porsche 3.6L Flat-6        | D      |
| 117  | GT     |     | Chereau Sports                        | Patrick Huisman                                                                                               | Porsche 911 GT3-R        | Porsche 3.6L Flat-6        | D      |
| 118  | GT     |     | Estoril Racing Communications         | Manuel Monteiro Michel Monteiro                                                                               | Porsche 911 GT3-R        | Porsche 3.6L Flat-6        | D      |
| 119  | GT     |     | John Morrison                         | | Porsche 911 GT3-R        | Porsche 3.6L Flat-6        |        |
| 120  | GT     |     | Parabolica Motorsport                 | | Porsche 911 GT3-R        | Porsche 3.6L Flat-6        |        |
| 121  | GT     |     | Franco Scapini                        | | Ferrari 360 Modena       | Ferrari 3.6L V8            | P      |
| 122  | GT     |     | Jabouille-Bouresche Racing            | | Ferrari 360 Modena       | Ferrari 3.6L V8            | P      |
| 123  | GT     |     | TVR                                   | | TVR Tuscan GT3           |                            |        |
| 124  | GT     |     | Rollcentre Racing                     | | TVR Cerbera GT3          |                            |        |

### Klassensieger
| Klasse | Fahrer          | Fahrer          | Fahrer          | Fahrzeug             | Platzierung im Gesamtklassement |
| ------ | --------------- | --------------- | --------------- | -------------------- | ------------------------------- |
| LMP900 | Frank Biela     | Tom Kristensen  | Emanuele Pirro  | Audi R8              | Gesamtsieg                      |
| LMP675 | Scott Maxwell   | John Graham     | Greg Wilkins    | Lola B2K/40          | Rang 25                         |
| GTS    | Olivier Beretta | Karl Wendlinger | Dominique Dupuy | Chrysler Viper GTS-R | Rang 7                          |
| GT     | Hideo Fukuyama  | Atsushi Yogo    | Bruno Lambert   | Porsche 911 GT3-R    | Rang 16                         |

### Renndaten
- Gemeldet: 124
- Gestartet: 48
- Gewertet: 27
- Rennklassen: 4
- Zuschauer: 200.000
- Ehrenstarter des Rennens: unbekannt
- Wetter am Rennwochenende: heiß und trocken
- Streckenlänge: 13,605 km
- Fahrzeit des Siegerteams: 24:00:00.000 Stunden
- Runden des Siegerteams: 369
- Distanz des Siegerteams: 5007,988 km
- Siegerschnitt: 208,630 km/h
- Pole Position: Allan McNish – Audi R8 (#9) – 3:36,124 = 225,332 km/h
- Schnellste Rennrunde: Allan McNish – Audi R8 (#9) – 3:37,359 = 227,771 km/h
- Rennserie: zählte zu keiner Rennserie